# Evgraf Stepanovič Fëdorov
Evgraf Stepanovič Fëdorov (in russo Евграф Степанович Фёдоров?; Orenburg, 22 dicembre 1853 – Pietrogrado, 21 maggio 1919) è stato un matematico e mineralogista russo, i cui principali interessi furono lo studio dei politopi; nei suoi libri presentò classificazioni di essi e dei 230 gruppi spaziali.

## Biografia
Si deve a lui lo studio del poliedro detto icosaedro rombico.